# Gornja Trnava (Crveni krst)
Gornja Trnava (em cirílico: Горња Трнава) é uma vila da Sérvia localizada no município de Crveni krst, pertencente ao distrito de Nišava, na região de Ponišavlje. A sua população era de 285 habitantes segundo o censo de 2011.

## Demografia
| 1948 | 1953 | 1961 | 1971 | 1981 | 1991 | 2002 | 2011 |
| ---- | ---- | ---- | ---- | ---- | ---- | ---- | ---- |
| 467  | 464  | 473  | 423  | 383  | 360  | 309  | 285  |